# 前田大介
前田大介（日语：／ Maeda Daisuke，1967年2月1日—），日本男子游泳运动员。他曾代表日本参加2000年和2004年夏季残疾人奥林匹克运动会游泳比赛，其中2004年夏季残奥会获得一枚银牌。